# Besana in Brianza
Besana in Brianza – miejscowość i gmina we Włoszech, w regionie Lombardia, w prowincji Monza i Brianza.
Według danych na rok 2004 gminę zamieszkiwało 14 117 osób, 941,1 os./km².